# 인천신송초등학교
인천신송초등학교(仁川新松初等學校)는 대한민국 인천광역시 연수구 송도동에 있는 공립 초등학교이다.

## 학교 연혁
- 2005. 12. 28.: 인천신송초등학교 설립인가
- 2006. 03. 01.: 개교(초등 15학급, 유치원 3학급)
- 2011. 10. 18.: 창의 인성 문화공간 개관
- 2012. 03. 01.: 39학급 편성(유치원 3학급 편성)
- 2014. 02. 14.: 제 8회 졸업식(202명, 총 누계 1,604명)
- 2014. 03. 01.: 창의 인성교육 모델학교 지정(4년차)
- 2014. 03. 03.: 36학급 편성(유치원 4학급 편성)

## 참고 자료
- 인천신송초등학교 - 한국교육학술정보원 학교알리미